# Блішун Юрій Володимирович
Ю́рій Володи́мирович Блішу́н — полковник Збройних сил України.

## З життєпису
Станом на жовтень 2014 року — офіцер Оперативного командування «Північ», начальник розвідки 13-го армійського корпусу Сухопутних військ ЗС України.

## Нагороди
15 липня 2014 року — за особисту мужність і героїзм, виявлені у захисті державного суверенітету та територіальної цілісності України, вірність військовій присязі під час російсько-української війни, відзначений — нагороджений орденом Богдана Хмельницького III ступеня.